# Музей Брисбена
Музей Брисбена (англ. Museum of Brisbane; MoB) — краеведческий музей в Брисбене (Квинсленд, Австралия), посвящённый истории и современности города. Расположен на третьем уровне здания мэрии Брисбена в центральном деловом районе города. Музей отличается инновационностью, постоянно вводит современную международную практику в музейном и галерейном секторе. Основанный в 2003 году музей уже получил ряд крупных наград: он дважды удостоен высшей награды престижных национальных премий музеев и галерей, а также нескольких наград за достижения в музеях и галереях Квинсленда, наград Museums Australia Multimedia и Publications Design Awards и Награды Национального фонда Квинсленда.

## История
Музей Брисбена был открыт в октябре 2003 года и занимал место на первом этаже мэрии. Музей сменил Городскую галерею Брисбена, которая открылась в 1977 году. В 2010 году, когда мэрия закрылась на реставрацию, музей переехал на Энн-стрит. 6 апреля 2013 года музей был вновь открыт после возвращения в мэрию, где теперь занимает специально построенное пространство на третьем этаже здания [1]. С момента своего открытия музей стал независимой некоммерческой организацией в области искусства.

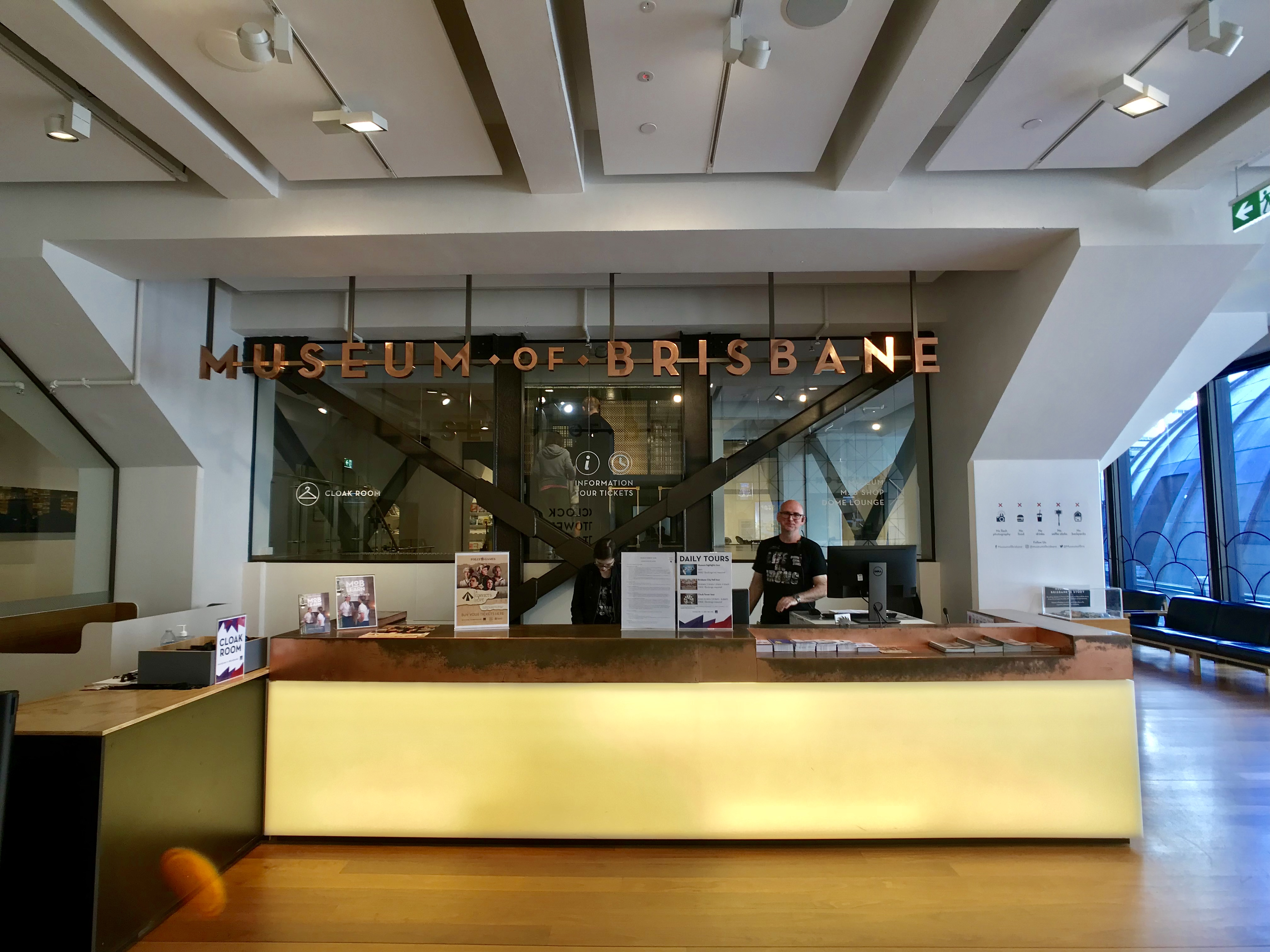
Лобби музея на 3-м этаже мэрии Брисбена
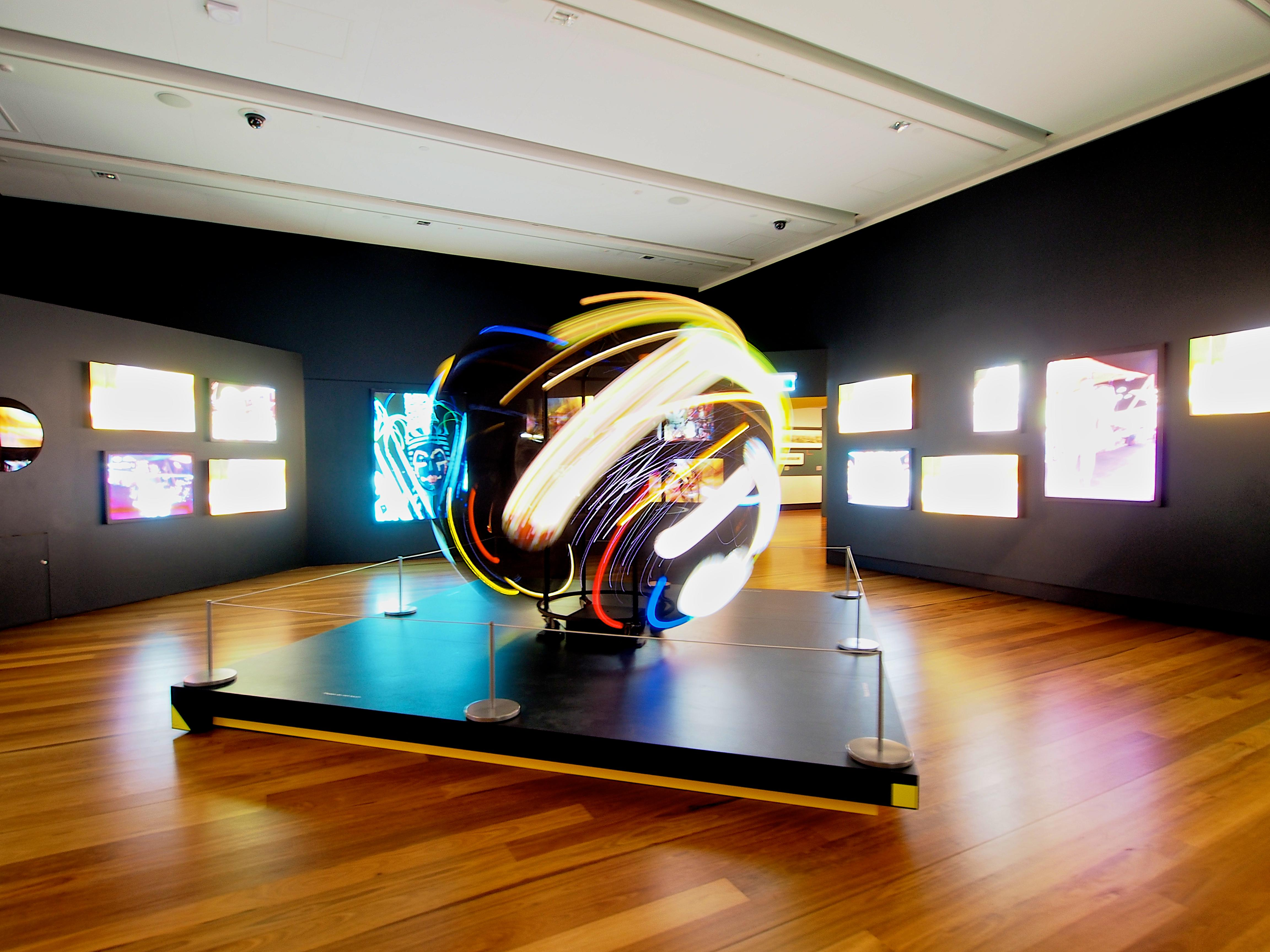
Музейный зал

## Коллекция
Музей управляет коллекцией города Брисбена, основанной в 1859 году, когда был основан Брисбен (ранее район местного самоуправления). Коллекция постоянно пополняется и насчитывает более 5000 экспонатов, включая работы местных художников и историческую керамику.